# Red Clover (film)
Pour plus de détails, voir Fiche technique et Distribution.
Red Clover (également connu sous les noms de Leprechaun’s Revenge et St. Patrick’s Day Leprechaun) est un téléfilm d’horreur américain réalisé par Drew Daywalt, sorti en 2012. Le film a été réalisé à l’origine sous le titre Red Clover, mais celui-ci a été changé pour Leprechaun’s Revenge en vue d’une sortie télévisée le 17 mars 2012 sur Syfy Channel. Le titre est redevenu Red Clover pour sa sortie en DVD en 2013. Red Clover met en vedette Billy Zane dans le rôle d’un shérif du Massachusetts qui doit sauver sa ville des agissements d’un leprechaun meurtrier.

## Synopsis
Le film est situé dans la ville fictive de Keening, dans le Massachusetts. Il suit Karen O’Hara (Courtney Halverson), une jeune femme qui ignore en grande partie le véritable passé sanglant de la ville. Il y a environ soixante-six ans, un horrible massacre a décimé la ville, et depuis lors, la ville a décidé de renoncer à toute festivité de la Saint-Patrick. La ville a réussi à se débarrasser temporairement du tueur, un leprechaun assoiffé de sang, en l’envoyant dans une autre dimension au moyen d’un vieux livre. Cependant, Karen libère accidentellement le monstre alors qu’elle est à la chasse. Le leprechaun entreprend immédiatement de tuer plusieurs personnes, mais le père de Karen, le shérif Connor O’Hara (Billy Zane), ne veut pas croire son propre père, 'Pops' O’Hara (William Devane), qui prétend que les meurtres sont perpétrés par un être mythique.

## Distribution
- Billy Zane : le shérif Connor O’Hara
- Courtney Halverson : Karen O’Hara
- William Devane : « Pops » O’Hara
- Dave Randolph-Mayhem Davis : Dax Spence
- Kevin Mangold : le lutin
- Azure Parsons : l’officier de police Peterson
- Kelly Washington : Amanda
- Derek Babb : Josh
- Chase Boltin : Ben
- Joseph Randy Causin : le participant au défilé
- Danny Cosmo : Leprechaun Man
- Matty Ferraro : Tannen
- Andrea Frankle : Mme Jones
- Emily D. Haley : Fan de parade
- Karl Herlinger : Karl Morris
- Kent Jude Bernard : Enos
- Gabriel Jarret : Harris
- Thomas Francis Murphy : le docteur McCormick
- Dane Rhodes : Wally « Happy » O’Shannon
- Glen Warner : Green Face Man[4].

## Production
Drew Daywalt a commencé à travailler sur Red Clover tout en développant un autre projet avec After Dark Films, qui lui avait demandé de réaliser un film pour eux après avoir vu certains de ses autres travaux. Pendant la conception du film, le scénariste Anthony C. Ferrante voulait rendre le personnage du lutin « effrayant et organique » et voulait éviter les vêtements typiques associés à la Saint-Patrick. L’une des armes utilisées dans le film, un bâton avec quatre fers à cheval aiguisés plantés dessus, a été réalisée après que Ferrante ait plaisanté en disant qu’ils pourraient appeler le film « Four-Leaf Cleaver ». Le tournage a eu lieu à Baton Rouge, en Louisiane.

## Réception critique
La réception critique de Red Clover a été mitigée à négative,. Des comparaisons ont été faites avec la série de films Leprechaun et l’intrigue était l’un des éléments les plus critiqués de Red Clover. Dans le même temps, plusieurs critiques ont reconnu que le film avait une certaine valeur de divertissement en tant que film de série B,. DVD Verdict a donné une critique mitigée, déclarant que « ce n’est pas aussi horrible que presque tout ce qui est diffusé sur ce réseau, mais cela ne signifie pas non plus que c’est très bon ». En revanche, la critique de HorrorNews.net était largement positive, appréciant les dialogues et le jeu d’acteurs.